# Antonio Sánchez-Comendador y Pagniucci
Antonio Sánchez-Comendador y Pagniucci (Madrid, 25 de juny de 1823 - Barcelona, 27 de març de 1888) fou un farmacèutic, biòleg i professor universitari espanyol.
Es llicencià en ciències naturals i, posteriorment, exercí de professor universitari a la Universitat de Barcelona. Primer fou catedràtic de mineralogia i zoologia de la secció de Ciències de la facultat de Filosofia —que després esdevindria la facultat de Ciències— entre el 21 de juny de 1847 i 1860, i, en acabat, com a catedràtic de matèria mèdica vegetal a la facultat de Farmàcia entre 1860 i 1888. Al llarg del seu pas per ambdues facultats exercí de degà, a la de Ciències el 1858 i més endavant a la de Farmàcia. En el terreny acadèmic s'especialitzà en botànica, escrigué nombroses obres sobre fauna de Catalunya i el 1879 publicà la seva obra mestra: el Tratado elemental de Farmacofitología. Entre 1862 i 1870 fou un dels fundadors i redactors, juntament amb Antoni Bergnes de las Casas i d'altres, de la revista científica i literària La abeja. Al llarg de la seva trajectòria fou membre de la Societat Entomològica de França, de l'Acadèmia Fisico-matemàtica de Milà, membre honorari de la Societat Botànica Barcelonesa entre 1872 i 1875, soci honorari del Col·legi de Farmacèutics de Barcelona i de l'Institut Agrícola Català de Sant Isidre, així com soci numerari de l'Acadèmia de Medicina i Cirurgia de Barcelona.